# Ewa Nowińska
Ewa Nowińska (ur. 1948) - Prof. dr hab., polska prawniczka, prodziekan ds. ogólnych Wydziału Zarządzania i Komunikacji Społecznej Uniwersytetu Jagiellońskiego. Kierownik Katedry Prawa Mediów i Reklamy w Instytucie Prawa Własności Intelektualnej UJ. Specjalista z zakresu prawa mediów, prawa konkurencji i reklamy. Radca prawny prowadzący praktykę w kancelarii. 
W latach 1996–2001 członek Rady Programowej Centrum Monitoringu Wolności Prasy. 17 sierpnia 2009 r. powołana do rady nadzorczej TVP z rekomendacji Ministerstwa Skarbu Państwa. 18 września złożyła rezygnację z członkostwa w niej. Była członkiem Rady Nadzorczej Radia Kraków. 
Odznaczona za wybitne zasługi dla rozwoju polskich mediów audiowizualnych, za osiągnięcia w działalności publicznej i pracy zawodowej Krzyżem Oficerskim Orderu Odrodzenia Polski.

## Wybrane publikacje
- Wywłaszczenie patentu w prawie polskim (1982)
- Prawo reklamy (1994)
- Organizacyjno-prawne problemy promocji i ochrony znaków towarowych (1995, wspólnie z Wojciechem Taborem)
- Reguły konkurencji a umowy dystrybucyjne i serwisowe w zakresie pojazdów samochodowych (1995)
- Zwalczanie nieuczciwej reklamy: zagadnienia cywilno-prawne (1997)
- Strategia rozwoju gmin: na przykładzie gmin przygranicznych (1997)
- Prawo dla dziennikarzy: poradnik kieszonkowy (1998)
- Komentarz do ustawy o zwalczaniu nieuczciwej konkurencji  (2001, wspólnie z Michałem du Vallem)
- Wolność wypowiedzi prasowej (2007)